# Понтайе-сюр-Сон (кантон)
Понтайе-сюр-Сон (фр. Pontailler-sur-Saône) — кантон во Франции, находится в регионе Бургундия. Департамент кантона — Кот-д’Ор. Входит в состав округа Дижон. Население кантона на 2006 год составляло 7363 человека.
Код INSEE кантона — 2125. Всего в кантон Понтайе-сюр-Сон входят 19 коммун, из них главной коммуной является Понтайе-сюр-Сон.

## Коммуны кантона
- Бенж — население 617 чел.
- Сире-ле-Понтайе — население 125 чел.
- Клери (Кот-д’Ор) — население 133 чел.
- Драмбон — население 160 чел.
- Этво — население 290 чел.
- Эйе-сюр-Сон — население 298 чел.
- Ламарш-сюр-Сон — население 1202 чел.
- Марандёй — население 49 чел.
- Максийи-сюр-Сон — население 284 чел.
- Монмансон — население 194 чел.
- Перриньи-сюр-л’Оньон — население 627 чел.
- Понтайе-сюр-Сон — население 1305 чел.
- Сен-Леже-Трие — население 191 чел.
- Сен-Совёр — население 173 чел.
- Суассон-сюр-Насе — население 298 чел.
- Тальме — население 469 чел.
- Тельсе — население 128 чел.
- Вьельверж — население 486 чел.
- Вонж — население 334 чел.